# Templo de San Antonio de las Huertas
El templo de San Antonio de las Huertas es una iglesia católica ubicado en la Ciudad de México. Obra de Enrique de la Mora, Félix Candela y Fernando López Carmona está ubicado en la colonia Tlaxpana.
El templo se construyó en los terrenos que ocupó el convento franciscano de San Antonio de las Huertas, abandonado ya en el siglo XIX. Su construcción data de 1956.

## Arquitectura
Esta obra es parte de la colaboración en arquitectura religiosa de los citados De la Mora, López Carmona y Candela en obras como los templos de San Vicente de Paul en Coyoacán o de San José Obrero en Monterrey. Candela solucionó el techo del edificio mediante tres bóvedas por arista alineadas y separadas entre sí, con vitrales que iluminan el interior del templo en tonalidades ámbar.